# Panulirus gracilis
Panulirus gracilis är en kräftdjursart som beskrevs av Thomas Hale Streets 1871. Panulirus gracilis ingår i släktet Panulirus och familjen Palinuridae. IUCN kategoriserar arten globalt som otillräckligt studerad. Inga underarter finns listade i Catalogue of Life.